# Ciudad Guzmán
Ciudad Guzmán (AFI: /sju'ðað gus'man/) é uma cidade do estado mexicano de Jalisco. Localizada a 123 km ao sul de Guadalajara, a uma altitude de 1507 metros sobre o nível do mar. Segundo a Contagem de População e Vivenda de 2010 pelo Instituto Nacional de Estadística y Geografía, tinha uma população de 97 750 habitantes.
Ciudad Guzmán é a capital municipal do município de Zapotlán el Grande, tendo uma superfície de 295,29 km2, com uma densidade de população de 325,27 habitantes por km2. Antes da chegada dos espanholes, esta área era o Reino de Zapotlán, que foi conquistado em 1526.

## Cidades-irmãs
- Longmont, Estados Unidos
- Zapopan, México
- San Luis Potosí, México